# میدان نفتی بونگا
میدان نفتی بونگا (انگلیسی: Bonga Field) از میدان‌های نفتی لیبی است، که در سال ۱۹۹۶ کشف و تولید از آن از سال ۲۰۰۵ آغاز شد و هم‌اکنون به‌طور متوسط روزانه معادل ۲۰۲ هزار بشکه نفت خام از این میدان تولید می‌شود.